# Bagni di Craveggia
Bagni di Craveggia (anticamente Acquacalda, Bagn in dialetto ossolano) è una località di Craveggia nella provincia del Verbano-Cusio-Ossola. Si trova in Valle Onsernone a 986 m s.l.m., al confine col comune svizzero di Onsernone (frazione Comologno) ed è attraversata dal torrente Isorno. Deve il proprio nome a una fonte d'acqua termale a 28 °C.

## Descrizione
La località, pur essendo territorialmente connessa al territorio italiano, è assimilabile a un'enclave, dato che per raggiungerla agevolmente è necessario entrare in Svizzera percorrendo l'intera Valle Onsernone fino a Spruga e da qui coprire un ultimo tratto a piedi. La fonte termale si trova in territorio italiano appena oltre il confine svizzero. Il Consorzio Strada Spruga-Bagni di Comologno assieme al Consiglio federale, attraverso finanziamenti del Canton Ticino, ha curato la costruzione di un nuovo ponte pedonale transfrontaliero fra Spruga e Bagni di Craveggia, in sostituzione di quello realizzato negli anni trenta, ripetutamente danneggiato da detriti di valanga. Ciò ha permesso il ripristino del collegamento, perlomeno pedonale, tra il territorio svizzero e quello italiano, permettendo l'accesso alle fonti.
L'unica altra possibilità di accesso dall'Italia è il superamento escursionistico del crinale montano di sommità partendo da Toceno o Craveggia in 4.30 ore.

## Storia
La località è compresa nel territorio italiano perché i pascoli circostanti appartenevano ai contadini italiani della val Vigezzo, questa condizione venne mantenuta nel tempo per il fatto che i contadini italiani riuscivano a spostarsi col loro bestiame al disgelo oltre il crinale prima che gli svizzeri potessero risalirvi dal fondovalle. Tale condizione di possesso ed uso, apparentemente anomalo se si considerano i crinali come confini naturali, è frequente in molti luoghi montani, ed è legato al fatto che i pendii soleggiati, anche se in quota, possono essere liberi dal ghiaccio e dalla neve molto prima del fondovalle, se è in ombra.
Il 1823 vide l'apertura dell'Albergo Stabilimento dei Bagni di Craveggia, che sfruttava gli affioramenti di acque termali calde. Tale apertura produsse un apprezzabile sviluppo della valle svizzera, dato che questa era l'unico accesso alle strutture termali.
Il complesso fu devastato da un incendio nel 1881: ricostruito, fu nuovamente distrutto da una valanga nel 1951 e da allora è lasciato in rovina.
Il 18 ottobre e il 19 ottobre 1944, la cosiddetta Battaglia della Frontiera vide contrapporsi 200 militi della Folgore e della Xª Flottiglia MAS ad alcune decine di partigiani in fuga dalla val d'Ossola, giunti a Bagni di Craveggia, insieme a circa 250 civili, per riparare in Svizzera. Al 2018 risale la targa commemorativa (che erroneamente recita Spurga invece di Spruga). Il 28 agosto 2024 con una manifestazione delle comunità di Onsernone e Vigezzo è stata inaugurata la nuova targa che ha sostituito e corretto la precedente.

## Galleria d'immagini

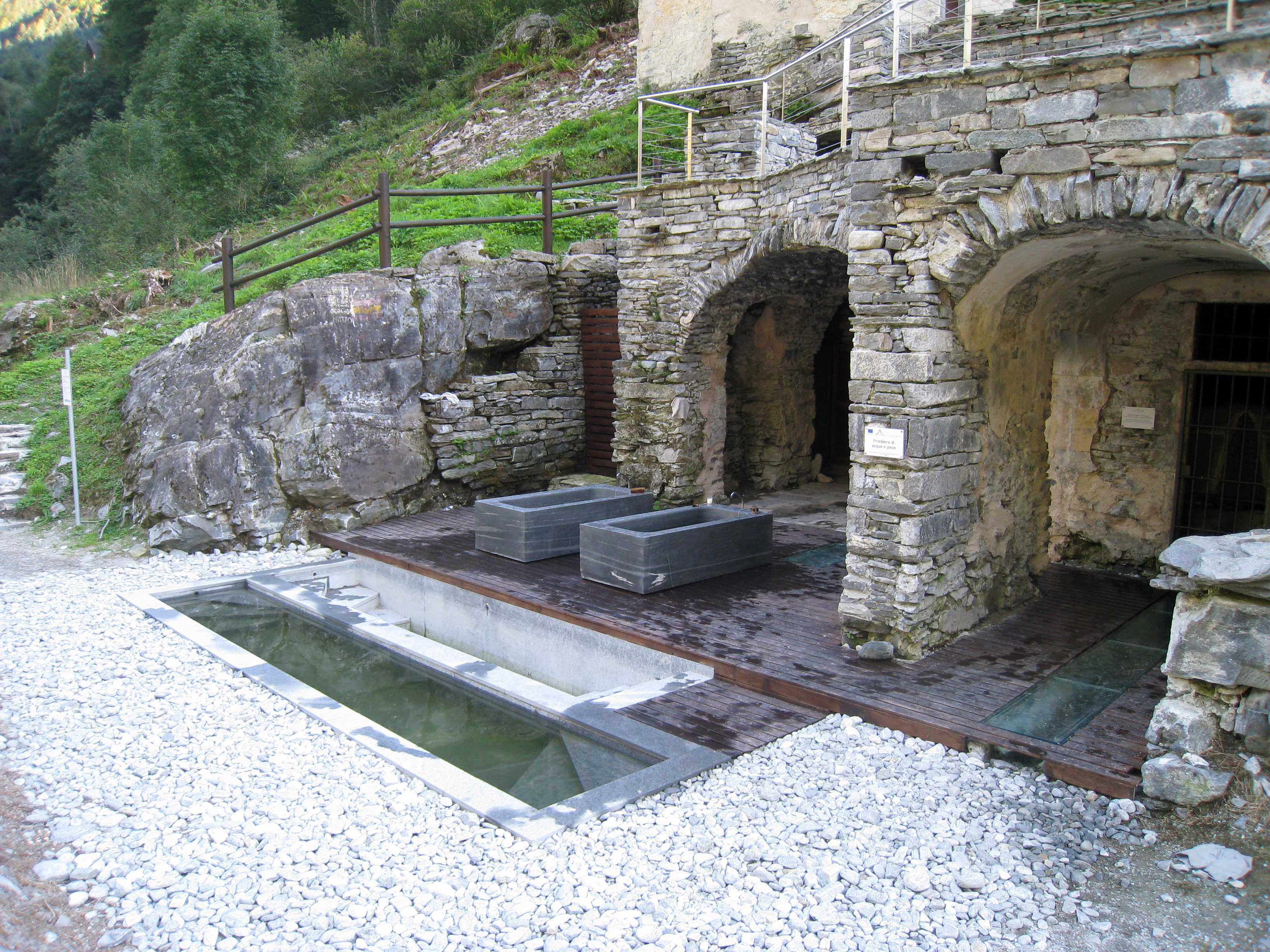
Edificio principale dei Bagni con le nuove vasche in primo piano
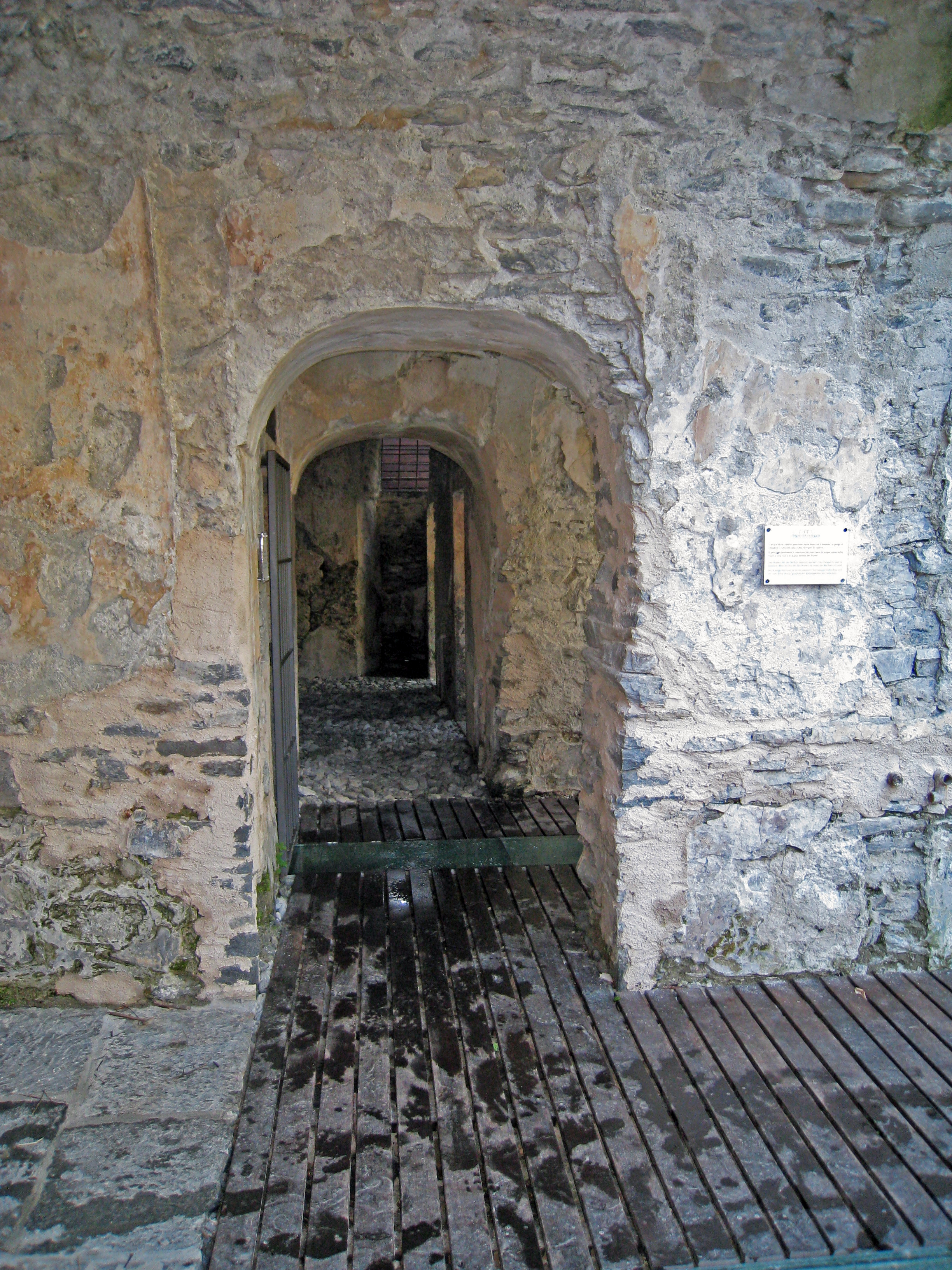
Interno
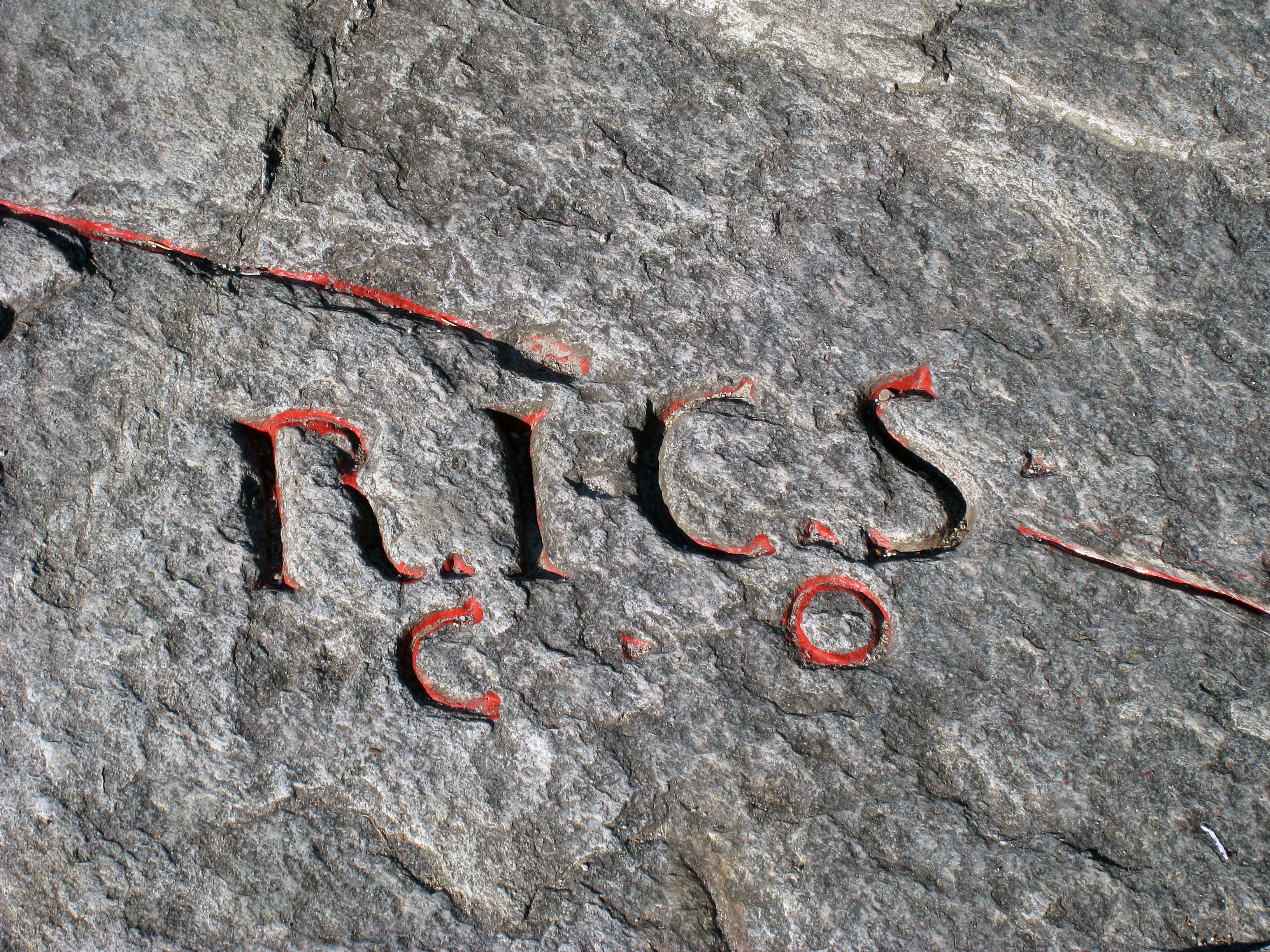
Confine di Stato tra Regno d'Italia (R.I.) e Confederazione Svizzera (C.S.)
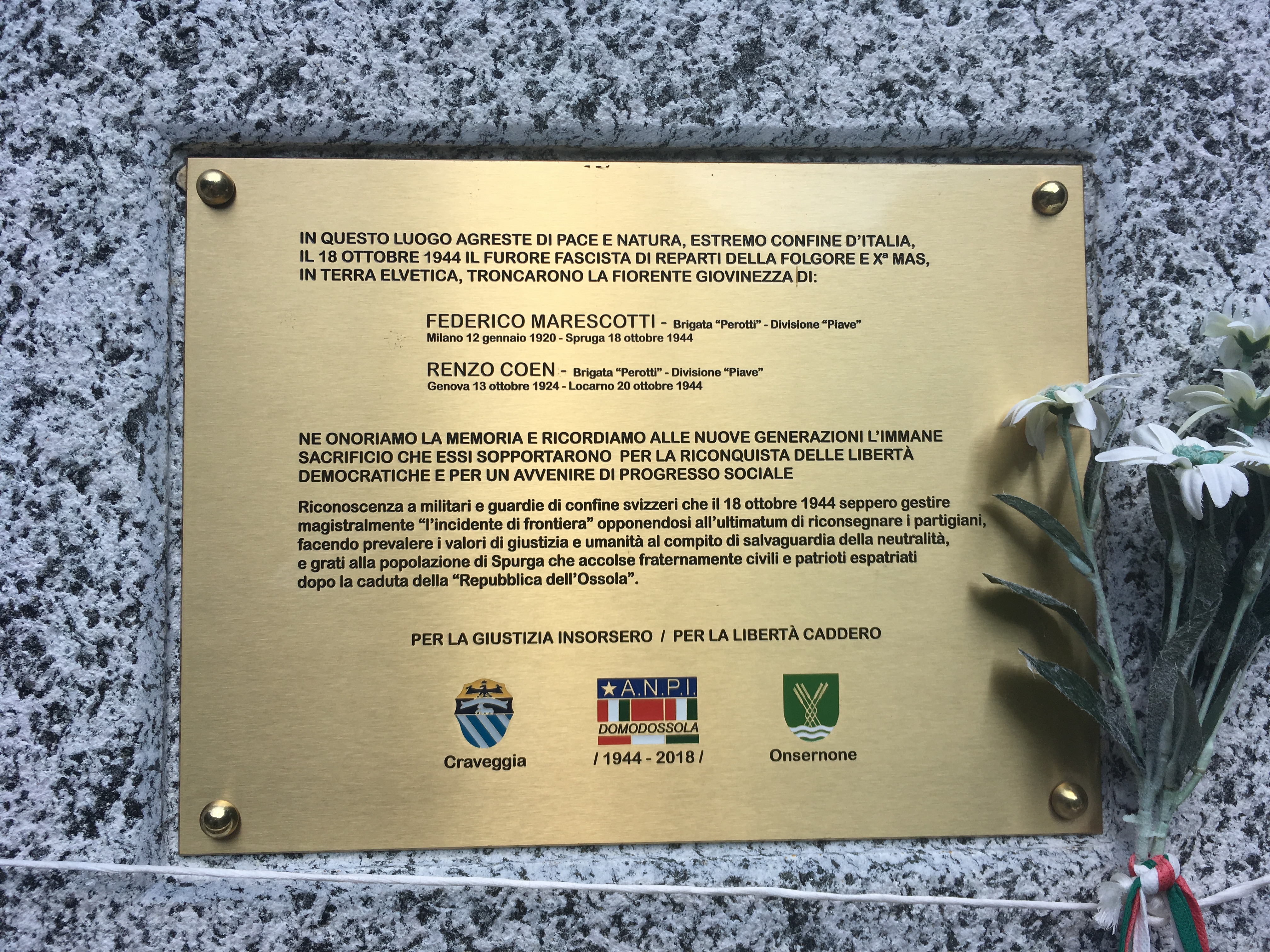
Targa commemorativa posta ai Bagni
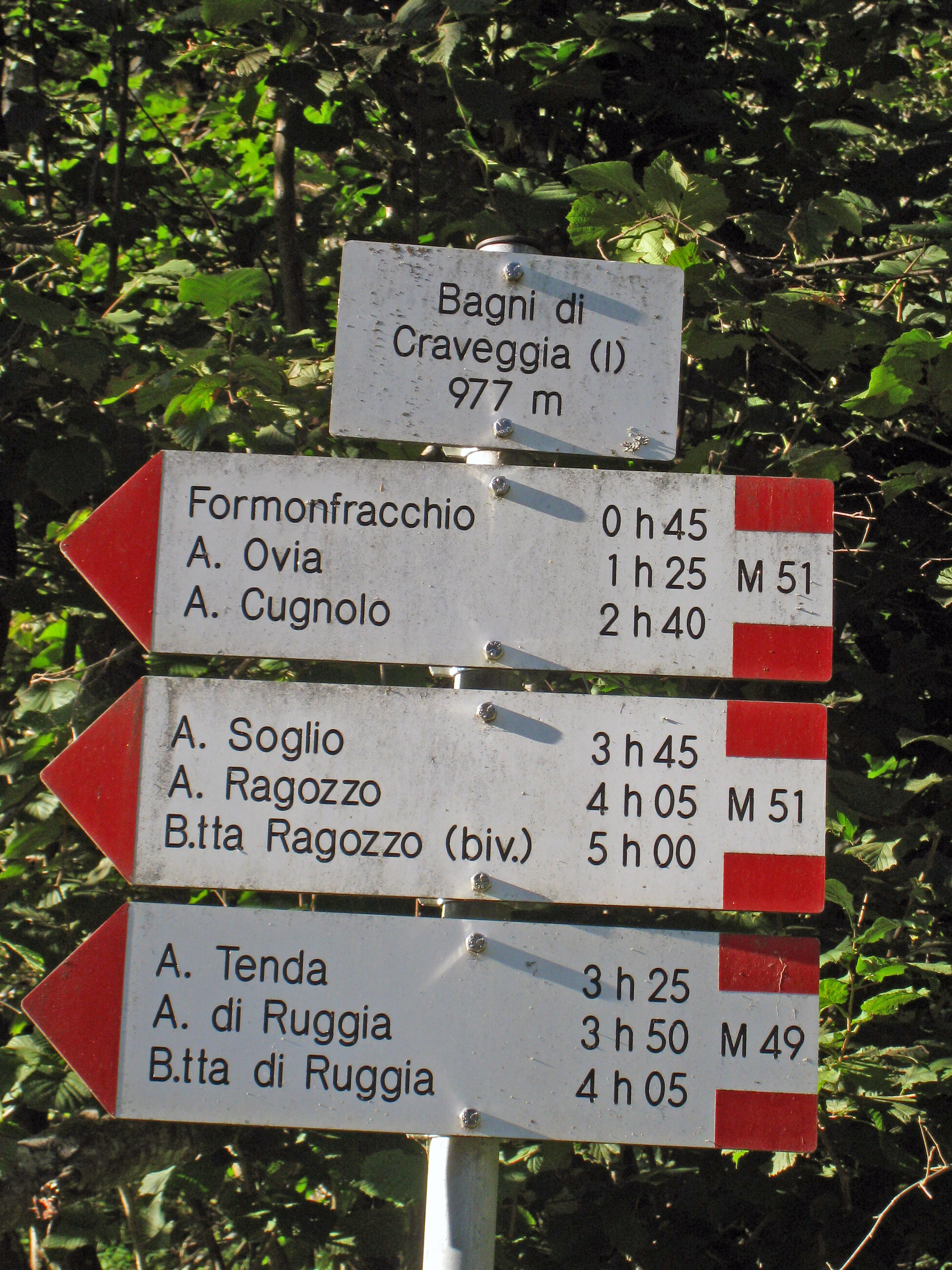
Cartelli segnavia ai Bagni